# فرناندو كليمنت
فرناندو كليمنت (بالإيطالية: Fernando Clemente)‏ هو مهندس معماري إيطالي، ولد في 17 ديسمبر 1917 في ساساري في إيطاليا، وتوفي في 16 مارس 1998 في كالياري في إيطاليا.